# Кола (Псковская область)
Кола — деревня в Гдовском районе Псковской области России. Входит в состав Самолвовской волости Гдовского района.
Расположена на юго-западе района, на левом берегу реки Желча, в 6,5 км к северо-востоку от волостного центра Самолва, в 4 км к западу от деревни Ремда.

## Население
Численность населения деревни на 2000 год составляла 1 человек, по переписи 2002 года — 3 человека.